# Meridià 116 a l'est
El meridià 116 a l'est de Greenwich és una línia de longitud que s'estén des del pol Nord travessant l'oceà Àrtic, Àsia, l'oceà Índic, l'oceà Antàrtic, Austràlia i l'Antàrtida fins al pol Sud.
El meridià 116 a l'est forma un cercle màxim amb el meridià 64 a l'oest. Com tots els altres meridians, la seva longitud correspon a una semicircumferència terrestre, uns 20.003,932 km. Al nivell de l'Equador, és a una distància del meridià de Greenwich de 12.913 km.

## De Pol a Pol
Començant en el pol Nord i dirigint-se cap al pol Sud, aquest meridià travessa:
| Coordenades                               | País, territori o mar        | Notes |
| ----------------------------------------- | ---------------------------- | --- |
| 90° 0′ N, 116° 0′ E / 90.000°N,116.000°E  | Oceà Àrtic                   | |
| 78° 49′ N, 116° 0′ E / 78.817°N,116.000°E | Mar de Làptev                | |
| 74° 21′ N, 116° 0′ E / 74.350°N,116.000°E | Rússia                       | Sakhà — Illa Pestxanii |
| 74° 16′ N, 116° 0′ E / 74.267°N,116.000°E | Mar de Làptev                | |
| 73° 41′ N, 116° 0′ E / 73.683°N,116.000°E | Rússia                       | Sakhà Óblast d'Irkutsk — des de 60° 28′ N, 116° 0′ E / 60.467°N,116.000°E Buriàtia — des de 57° 14′ N, 116° 0′ E / 57.233°N,116.000°E Óblast d'Irkutsk — des de 57° 3′ N, 116° 0′ E / 57.050°N,116.000°E Krai de Zabaikàlie — des de 56° 52′ N, 116° 0′ E / 56.867°N,116.000°E Buriàtia — des de 55° 22′ N, 116° 0′ E / 55.367°N,116.000°E Krai de Zabaikàlie — des de 54° 28′ N, 116° 0′ E / 54.467°N,116.000°E |
| 49° 59′ N, 116° 0′ E / 49.983°N,116.000°E | Mongòlia                     | |
| 48° 42′ N, 116° 0′ E / 48.700°N,116.000°E | República Popular de la Xina | Mongòlia Interior |
| 47° 43′ N, 116° 0′ E / 47.717°N,116.000°E | Mongòlia                     | |
| 45° 38′ N, 116° 0′ E / 45.633°N,116.000°E | República Popular de la Xina | Mongòlia Interior Hebei – des de 41° 46′ N, 116° 0′ E / 41.767°N,116.000°E Beijing – des de 40° 34′ N, 116° 0′ E / 40.567°N,116.000°E Hebei – des de 39° 32′ N, 116° 0′ E / 39.533°N,116.000°E Shandong – des de 37° 21′ N, 116° 0′ E / 37.350°N,116.000°E Henan – per uns 8 km des de 36° 3′ N, 116° 0′ E / 36.050°N,116.000°E Shandong – des de 35° 58′ N, 116° 0′ E / 35.967°N,116.000°E Henan – des de 34° 34′ N, 116° 0′ E / 34.567°N,116.000°E Anhui – des de 33° 52′ N, 116° 0′ E / 33.867°N,116.000°E Hubei – per uns 10 km des de 31° 1′ N, 116° 0′ E / 31.017°N,116.000°E Anhui – des de 30° 57′ N, 116° 0′ E / 30.950°N,116.000°E Hubei – des de 30° 14′ N, 116° 0′ E / 30.233°N,116.000°E Jiangxi – des de 29° 44′ N, 116° 0′ E / 29.733°N,116.000°E, passa a l'est de Nanchang (a 28° 40′ N, 115° 53′ E / 28.667°N,115.883°E) Fujian – des de 25° 27′ N, 116° 0′ E / 25.450°N,116.000°E Guangdong – des de 24° 51′ N, 116° 0′ E / 24.850°N,116.000°E |
| 22° 50′ N, 116° 0′ E / 22.833°N,116.000°E | Mar de la Xina Meridional    | Passa a través de les disputades illes Spratly |
| 5° 48′ N, 116° 0′ E / 5.800°N,116.000°E   | Malàisia                     | Sabah – a l'illa de Borneo |
| 4° 21′ N, 116° 0′ E / 4.350°N,116.000°E   | Indonèsia                    | a l'illa de Borneo |
| 3° 31′ S, 116° 0′ E / 3.517°S,116.000°E   | Mar de Java                  | Passa a l'oest de l'illa Laut, Indonèsia (a 3° 41′ S, 116° 1′ E / 3.683°S,116.017°E) · Passa a l'est de les illes Kangean, Indonèsia (a 6° 57′ S, 115° 55′ E / 6.950°S,115.917°E) |
| 7° 12′ S, 116° 0′ E / 7.200°S,116.000°E   | Mar de Bali                  | |
| 8° 44′ S, 116° 0′ E / 8.733°S,116.000°E   | Indonèsia                    | Illa de Lombok |
| 8° 54′ S, 116° 0′ E / 8.900°S,116.000°E   | Oceà Índic                   | |
| 21° 2′ S, 116° 0′ E / 21.033°S,116.000°E  | Austràlia                    | Austràlia Occidental – Passa a l'est de Perth (a 31° 57′ S, 115° 52′ E / 31.950°S,115.867°E) |
| 34° 51′ S, 116° 0′ E / 34.850°S,116.000°E | Oceà Índic                   | Les autoritats australianes consideren això com a part de l'oceà Antàrtic[3][4] |
| 60° 0′ S, 116° 0′ E / 60.000°S,116.000°E  | Oceà Antàrtic                | |
| 66° 21′ S, 116° 0′ E / 66.350°S,116.000°E | Antàrtida                    | Territori Antàrtic Australià, reclamat per Austràlia |